# Johann Baptist von Spix
Johann Baptist von Spix (Höchstadt a/d Aisch, 9 februari 1781 – München, 13 mei 1826) was een Duitse ontdekkingsreiziger en natuuronderzoeker vooral taxonoom.

## Biografie
Von Spix was het zevende kind uit een gezin van elf. In Bamberg studeerde hij filosofie, in Würzburg eerst theologie maar onder invloed van de romantische natuurfilosoof Friedrich von Schelling veranderde hij dat in medicijnen en natuurwetenschappen. Nadat Von Spix een tijdje als arts gepraktiseerd had in Bamberg, werd hij op voorspraak van Von Schelling, met een beurs van koning Maximiliaan I Jozef van Beieren persoonlijk door de Bayerische Akademie der Wissenschaften uitgezonden naar Parijs om zich daar te bekwamen, bij onder anderen Georges Cuvier, in de toenmalig moderne onderzoekmethoden in de dierkunde. Na terugkeer werd Von Spix in 1810 benoemd tot adjunct-hoofd, en in 1811 tot conservator van de nieuwe Zoologische Staatssammlung München.
Van 1817 tot 1820 deed Von Spix mee met een Oostenrijkse natuurwetenschappelijke expeditie naar Brazilië, samen met Carl Friedrich Philipp von Martius.
Hij stierf in 1826, op 45-jarige leeftijd, waarschijnlijk aan een tropische ziekte.

## Werk en nalatenschap
In 1811 verscheen zijn Geschichte und Beurtheilung aller Systeme in der Zoologie nach ihrer Entwicklungsfolge von Aristoteles bis auf die gegenwärtige Zeit, een verhandeling over taxonomie waarmee hij naam maakte; in 1813 werd hij volwaardig lid van de Beierse Akademie.
Het geïllustreerde verslag van zijn tochten in het binnenland van Brazilië leverde hem een grote bekendheid op, zowel in Duitsland waar de romantische natuurbeleving indertijd uiterst populair was, als later in het land zelf omdat zijn geschriften een uniek document vormen van de toenmalige omstandigheden in het Amazonebekken. De verzamelde specimens vormden een collectie van 6.500 planten, 2.700 insecten, 85 zoogdieren, 350 vogels, 150 amfibieën en reptielen en 116 vissen. Verder bracht hij ook twee indianenkinderen mee naar München.
Omdat hij op betrekkelijk jonge leeftijd overleed, kon Von Spix zelf veel minder organismen beschrijven dan hij had verzameld. Hij was de soortauteur van 9 genera and 75 Zuid-Amerikaanse vogelsoorten waaronder Spix' nachtzwaluw (Nyctipolus hirundinaceus), Spix' sjakohoen (Penelope jacquacu), Spix' muspapegaai (Forpus xanthopterygius), kleine nothura (Nothura minor) en mesbekpauwies (Mitu tuberosum). Maar hij beschreef ook zoogdieren waaronder het mantelaapje (Saguinus bicolor), de ruigpootvampier (Diphylla ecaudata) en de franjelipvleermuis (Trachops cirrhosus) en vissen zoals Boulengerella cuvieri.
Veel van de door hem verzamelde specimens zijn door anderen beschreven maar naar hem vernoemd zoals de Spix' ara (Cyanopsitta spixii), een bijna uitgestorven soort papegaai, waarvan door hem in 1819 een exemplaar werd verzameld. Daarnaast zijn nog veel meer gewervelde en ongewervelde dieren, waaronder ook fossielen van de pterosauriër Santanadactylus spixi, naar hem vernoemd.
De Zoologische Staatssammlung München heeft haar tijdschrift voor zoölogie Spixiana genoemd. Supplement 9 (1983) is een Festschrift gewijd aan leven en werk van Von Spix.

## Publicaties (selectie)
- 1811: Geschichte und Beurtheilung aller Systeme in der Zoologie nach ihrer Entwicklungsfolge von Aristoteles bis auf die gegenwärtige Zeit. - Schrag'sche Buchhandlung I-XIV; 710pp.
- 1815: Cephalogenesis sive Capitis Ossei Structura, Formatio et Significatio per omnes Animalium Classes, Familias, Genera ac Aetates digesta, atque Tabulis illustrata, Legesque simul Psychologiae, Cranioscopiae ac Physiognomiae inde derivatae. -Typis Francisci Seraphici Hübschmanni, Monachii: 11 and 72pp; 9 Taf.
- 1823: Simiarum et Vespertilionum Brasiliensium species novae ou Histoire Naturelle des espècies nouvelles de singes et de chauves - souris observées et recueillies pendant le voyage dans l'interieur du Brésil exécuté par ordre de S M Le Roi de Bavière dans les années 1817, 1818, 1819, 1820. - Typis Francisci Seraphi Hybschmanni, Monachii: I - VIII, 1-72, 28 tables.
- 1824a: Animalia nova sive species novae Testudinum et Ranarum, quas in itinere per Brasiliam annis MDCCCXVII - MDCCCXX Iussu et Auspiciis Maximiliani Josephi I. Bavariae Regis suscepto collegit et descripsit. - Typis Franc. Seraph. Hübschmanni, Monachii: 1-29, 22 tables - 1981 Soc. for the Study of Amphibians and Reptiles with an introduction by P. E. Vanzolini
- 1824b: Avium species novae, quas in itinere per Brasiliam Annis MDCCCXVII - MDCCCXX Iussu et Auspiciis Maximiliani Josephi I. Bavariae Regis suscepto collegit et descripsit. - Typis Franc. Seraph. Hübschmanni, Monachii: Tom. I, 1-90, 91 tabes; Tom. II, 1-85, 109 Taf.
- Spix & Wagler 1824: Serpentum Brasiliensium Species novae ou Histoire Naturelle des especes nouvelles de Serpens, Recueillies et observées pendent le voyage dans l'interieur du Brésil dans les Années 1817, 1818, 1819, 1820 ... publiée par Jean de Spix, ... écrite dàprès les notes du Voyageur par Jean Wagler - Typis Franc. Seraph. Hübschmanni, Monachii: 1-75, 26 Taf. - reprinted 1981 Soc. for the Study of Amphibians and Reptiles, Oxford; with an introduction by P. E. Vanzolini

- Bibsys: 97032346
- Biblioteca Nacional de España: XX1445304
- Bibliothèque nationale de France: cb13320394h (data)
- Author citation (botany): Spix
- CiNii: DA05207130
- Stuttgart Database of Scientific Illustrators 1450–1950: 11090
- Gemeinsame Normdatei: 118752146
- International Standard Name Identifier: 0000 0000 8106 1139
- Library of Congress Control Number: n81026686
- Nationale bibliotheek van Australië: 36017309
- Nationale Bibliotheek van Israël: 987007273025105171
- Nederlandse Thesaurus van Auteursnamen: 068539908
- Réseau des bibliothèques de Suisse occidentale: 02-A003854174
- SNAC: w6xk9209
- Système universitaire de documentation: 034785752
- Trove: 1187497
- Virtual International Authority File: 27210696
- WorldCat: E39PBJkdhYC6CmdCgrvBXJvmBP